# Джавахашвили, Варсеник Новосартовна
Варсеник Новосартовна Джавахашвили (азерб. Varsenik Novosartovna Cavaxivişvili, груз. ვარსენიკ ნოვოსარტ ასული ჯავახიშვილი; 1892, Елизаветпольский уезд — ?) — советский азербайджанский виноградарь, Герой Социалистического Труда (1949).

## Биография
Родилась в 1892 году в селе Кушчу Елизаветпольского уезда Елизаветпольской губернии (ныне посёлок в Дашкесанском районе).
Трудилась рабочей, звеньевой виноградарского совхоза имени Низами, город Кировабад. В 1948 году получила урожай винограда 188,8 центнера с гектара на площади 3 гектара.
С 1958 года пенсионер союзного значения.
Указом Президиума Верховного Совета СССР от 5 октября 1949 года за получение высоких урожаев винограда в 1948 году Джавахишвили Варсеник Новосартовне присвоено звание Героя Социалистического Труда с вручением ордена Ленина и золотой медали «Серп и Молот».